# Лок Несс, Тея Софи
Теа Софи Лок Несс (норв. Thea Sofie Loch Næss; род. 26 ноября 1996 года, Кристиансанн, Вест-Агдер, Норвегия) — норвежская актриса.

## Биография
Выросла в Осло. С детства мечтала связать свою жизнь с актёрством. Играла небольшие роли в театре. В 2014 году дебютировала в кино. Loch — фамилия отца, Næss — фамилия матери Теа Софи.
В 2016 году Теа Софи приняла участие в клипе норвежской певицы Матильды «Apologize».

## Фильмография
| Год  |     | Русское название           | Оригинальное название    | Роль      |
| ---- | --- | -------------------------- | ------------------------ | --------- |
| 2014 | ф   | Одна ночь в Осло           | Natt til 17              | Теа       |
| 2014 | кор |                            | High Point               | Бенедикте |
| 2015 | кор | Полароид                   | Polaroid                 | Линда     |
| 2015 | ф   | Дриады – Девочки не плачут | Dryads - Girls Don't Cry | Теа       |
| 2016 | ф   | Биркебейнеры               | Birkebeinerne            | Кристин   |
| 2017 | с   |                            | Unge lovende             |           |
| 2018 | с   | Последнее королевство      | The Last Kingdom         | Скаде     |
| 2023 | с   | Абсолютное зло             | Ondskan                  | Мария     |
| 2025 | ф   | Гадкая сестра              | Den stygge stesøsteren   | Агнес     |